# Columbinia elegans
Espèce
Synonymes
- Columbinia (Columbinia) elegans H. Nordsieck, 2010

Columbinia elegans est une espèce de petits gastéropodes terrestres de la famille des Clausiliidae.
Elle est trouvée au Pérou.